# Rožično
Rožično este o localitate din comuna Kamnik, Slovenia, cu o populație de 104 locuitori.